# Justus Jonas
Justus Jonas (ur. 5 czerwca 1493 w Nordhausen, zm. 9 października 1555 w Eisfeld) – niemiecki teolog, humanista, działacz reformacji, współpracownik Marcina Lutra.
Jego prawdziwe nazwisko brzmiało Jodokus Koch. W 1506 podjął studia prawa i nauk humanistycznych na uniwersytecie w Erfurcie, gdzie w 1510 uzyskał tytuł magistra. W 1515 otrzymał święcenia kapłańskie. Stał się jednym z najbardziej aktywnych zwolenników reformacji. Brał udział w tłumaczeniu Pisma Świętego na język niemiecki.
Jego wspomnienie liturgiczne obchodzone jest 9 października.